# Mount Royalist
Der Mount Royalist ist ein 3640 m hoher und markanter Berg im ostantarktischen Viktorialand. Er ragt 3 km westlich des Mount Adam in den Admiralitätsbergen auf.
Teilnehmer einer von 1957 bis 1958 durchgeführten Kampagne im Rahmen der New Zealand Geological Survey Antarctic Expedition benannten ihn nach seiner eindrücklichen Erscheinung und nach dem neuseeländischen Kreuzer HMNZS Royalist. In der Umgebung finden sich einige weitere Berge, die nach neuseeländischen Schiffen benannt wurden, etwa der Mount Ajax und der Mount Black Prince.